# Ángel Barajas
Ángel Gabriel Barajas Vivas (Cúcuta, Norte de Santander; 12 de agosto de 2006) es un deportista colombiano que compite en la gimnasia artística. Ganó dos medallas de oro en el Campeonato Mundial Juvenil de Gimnasia Artística en el 2023, donde quedó como subcampeón en la competencia «All around».En agosto de 2024, obtuvo su primera medalla olímpica al ganar la plata en los Juegos Olímpicos de París 2024.Con este logro, se convirtió en el primer deportista colombiano en obtener una medalla olímpica en esta disciplina.

## Biografía
Barajas nació en la ciudad de Cúcuta, Norte de Santander y es hijo de Angélica María Vivas y Wilson Barajas, tiene dos hermanos mayores.Desde el 2011 entrena en la Liga Norte de Santander, junto a gimnastas como Jossimar Calvo y es entrenado por Jairo Ruiz Casas.
Ángel asiste a la Iglesia Ministerial.

## Carrera deportiva

### Juvenil
Barajas compitió en el Campeonato Panamericano Juvenil de Gimnasia Artística de 2021 en Guadalajara, México. En la competencia, el equipo masculino ganó la medalla de plata. Individualmente obtuvo la medalla de oro en la modalidad de Caballo con arcos, logró la medalla de bronce tanto en el concurso individual, como en el ejercicio de suelo y de barra fija.
Barajas fue seleccionado para competir en los Juegos Suramericanos de la Juventud de 2022 en Rosario, Argentina. En la competencia, obtuvo siete medallas de oro, incluidas el concurso individual y por equipos, logrando que Colombia liderara la tabla de posiciones en Gimnasia artística. En julio, compitió en el Campeonato Panamericano en Río de Janeiro, en la modalidad juvenil. Obtuvo una medalla de oro en Barra fija, además alcanzó el segundo lugar en la competencia individual, suelo y salto de potro y se llevó un bronce en barras paralelas.
A finales de marzo de 2023, Barajas compitió en el segundo Campeonato Mundial Juvenil de Gimnasia Artística en Antalya, Turquía, siendo el único representante colombiano en la competición masculina. En el primer día de competición Barajas clasificó en primer lugar para la final del concurso individual. Además calificó para las finales de ejercicios de piso, barras paralelas y barra fija. Durante la final del concurso individual, Barajas ganó la plata detrás de Qin Guohuan de China. Durante las finales de aparatos, Barajas obtuvo dos medallas de oro en ejercicios de suelo y barras paralelas. Además ganó el bronce en barra fija. Con cuatro medallas, fue el gimnasta más condecorado de las justas en Turquía.

### Sénior

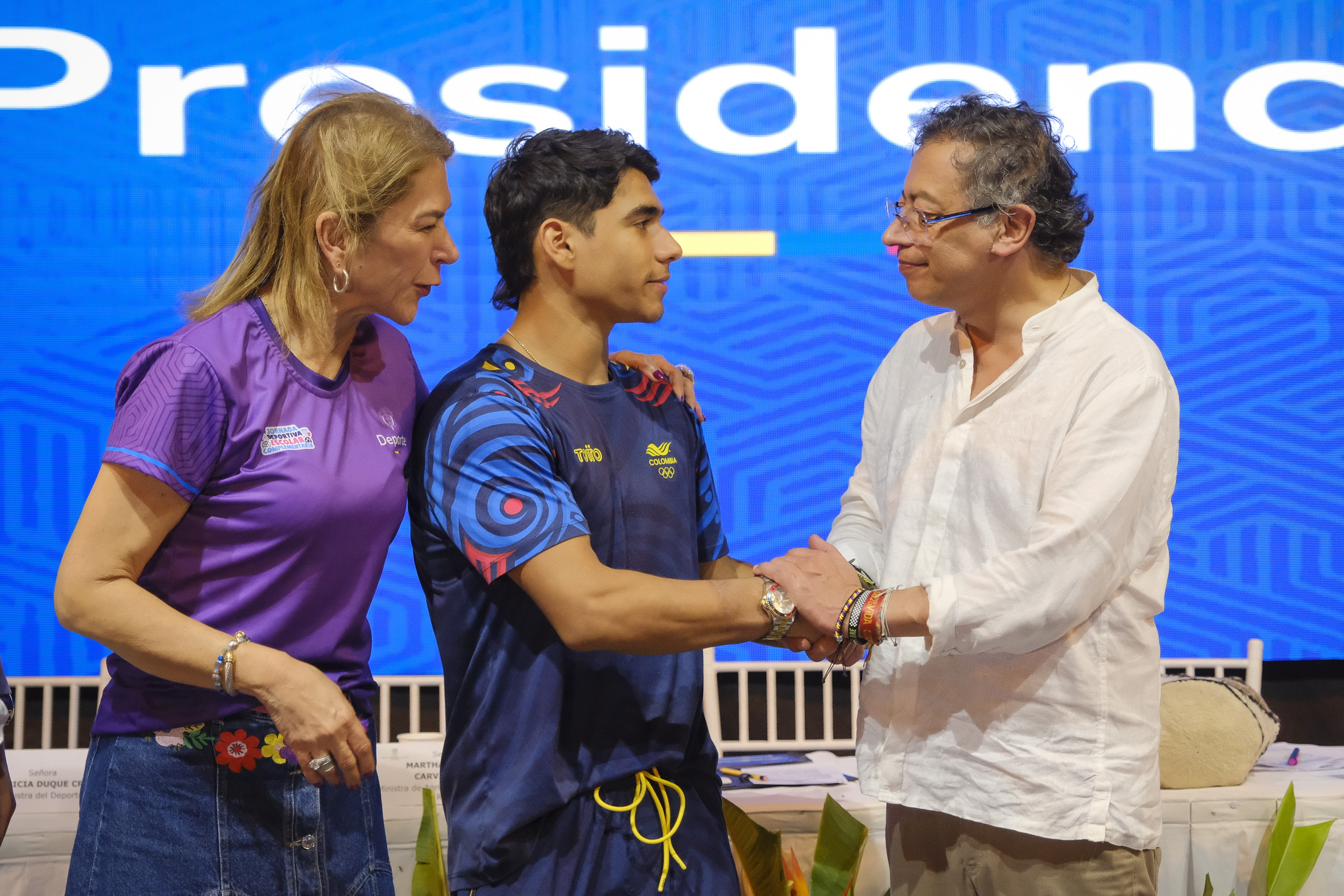
Barajas junto a Gustavo Petro, presidente de Colombia, durante el lanzamiento de la Jornada Deportiva en Norte de Santander, en 2025.

Barajas es elegible para competir en la categoría sénior desde 2024. Debuta en el Circuito de Copas del Mundo de 2024, iniciando en la Copa del Mundo de El Cairo, Egipto, donde logra una medalla de bronce en barra fija. En la Copa del Mundo de Bakú, en Azerbaiyán logra nuevamente el bronce en barra fija y consigue otra en barras paralelas.
Gracias a que obtuvo la primera posición en la clasificación general de barras paralelas en el Circuito de Copas del Mundo, logró un cupo a los Juegos Olímpicos de París 2024 en dicha modalidad.
Participó en los Juegos Olímpicos con 17 años. Debutó el 27 de julio, en la jornada de clasificación por aparatos, realizado en el Bercy Arena, compitiendo en barras paralelas y barra fija. En la jornada de clasificación de barras paralelas, ocupó la posición 14 con un puntaje de 14.700 y logró ser la tercera reserva a la final. En la clasificatoria de la barra fija, ocupó la sexta casilla, con un puntaje de 14.466 y la dificultad más alta de los clasificados, así logró avanzar a la final de los ocho mejores. La final de barra fija, se realizó en la misma arena, el 5 de agosto de 2024, Barajas, obtuvo una puntuación de 14.533, con una dificultad de 6.6, de esa forma, obtuvo la medalla de plata, solo superado por el gimnasta japonés Shinnosuke Oka, quién a pesar de que tuvo la misma puntuación, ganó en el apartado de ejecución, que define el desempate. Con este resultado, Barajas se convirtió en el primer medallista olímpico de Colombia en París, además del deportista más joven en lograr una medalla olímpica, asimismo en el primer colombiano en lograr una medalla en la disciplina de gimnasia.

## Reconocimientos y distinciones
Barajas fue condecorado como el «Deportista del año 2024» por el diario El Espectador, donde se le reconoció entre destacados deportistas de Colombia. En enero de 2025, el gimnasta recibió el Altius de oro a Atleta del año, una distinción otorgada por el máximo ente deportivo de su país.